# Кравино
Кравино е село в Южна България. То се намира в община Опан, област Стара Загора.

## Личности
- Руси Динев (р.1927) – Кмет на Стара Загора (1971-1973)